# Torre Le Nocelle
Torre Le Nocelle är en ort och kommun i provinsen Avellino i regionen Kampanien i Italien. Kommunen hade 1 263 invånare (2017).